# Гонтарь, Анастасия Владиславовна
Анастасия Владиславовна Гонтарь (род. 11 мая 2001, Сургут, Тюменская область) ― российская параспортсменка, пловчиха. Чемпионка Паралимпийских игр 2020 в Токио в заплыве на 50 метров вольным стилем в классе S10. Мастер спорта международного класса, семикратная чемпионка России по паралимпийскому плаванию.

## Биография и спортивная карьера
Родилась в 2001 году в Сургуте. В 10 лет у Анастасии было диагностировано искривление осанки, а в 12 лет ей поставили диагноз сколиоз II степени. Болезнь начала резко прогрессировать и через три месяца у неё появился горб, вскоре сколиоз пережал правое лёгкое и печень. Девушке был поставлен диагноз — идиопатический S-образный сколиоз IV степени. Была проведена операция в Москве, далее был годовой курс реабилитации, часть процедур которого проходила в бассейне.
Так Анастасия стала заниматься плаванием на регулярной основе в Центре адаптивного спорта - Югры под руководством тренера Граматикополо Сергея Николаевича.
Занятия плаванием спортсменка совмещает с занятиями в медицинском университете. Как говорит сама спортсменка: «Сейчас мой позвоночник держится на двух пластинах и восемнадцати шурупах».
В 2021 году прошла отбор в паралимпийскую сборную России для участия в Летних Паралимпийских играх в Токио. В полуфинальном заплыве на 50 метров вольным стилем спортсменка заняла первое место с результатом 27.48 и вышла в финал. В финальном заплыве показав время 27.38 спортсменка стала первой обойдя голландку Шанталь Зийдервельд и канадку Орели Ривар. Также Анастасия завоевала серебряную медаль паралимпиады в эстафете 4 по 100 м.